# Bantanges
Bantanges – miejscowość i gmina we Francji, w regionie Burgundia-Franche-Comté, w departamencie Saona i Loara.
Według danych na rok 1990 gminę zamieszkiwało 477 osób, a gęstość zaludnienia wynosiła 44 osoby/km² (wśród 2044 gmin Burgundii Bantanges plasuje się na 474. miejscu pod względem liczby ludności, natomiast pod względem powierzchni na miejscu 873.).